# 종벌레
종벌레(鐘-) 또는 보티셀라(vorticella)는 종벌레과에 속하는 원생생물이다. 몸길이는 신축성이 강하여 뻗으면 100~200마이크로미터(㎛)이고 움츠리면 35~100㎛의 작은 심장모양으로 된다. 몸은 거꿀종꼴이고 몸빛은 무색·담황색 또는 담녹색이고 핵은 대핵과 소핵을 이루며 수축포는 1~2개이다. 몸의 위쪽 입(구분)에만 세 줄의 섬모열이 있고, 몸의 아래쪽은 길다란 막대 모양의 자루로 되어 있다. 이 자루로 다른 사물에 부착하여 산다. 입 부분과 자루가 자극에 민감하며, 입이 안쪽으로 수축하여 몸을 공 모양으로 만들 수 있다. 자루는 코일 모양으로 감겨서 전체적으로 수축한다. 몸길이의 4~5배나 되는 섬모가 있어 물결을 일으켜 먹이를 입에 운반한다.
번식은 분체법과 포자 형성에 의해 이루어진다. 분체법은 입의 중심에서 자루를 향해 진행된다. 분열이 진행되면 하나의 자루에 몸이 두 개가 생기게 된다. 다음으로 한쪽 개체가 자루에서 떨어져나가 자유 유영을 하다가 다른 곳에 부착하고 변태해서 자루를 생성한다.
종벌레는 무리를 지어 살지만 군체를 형성하지 않는 것이 특징이다. 여름의 연못·웅덩이·더러운 물 속의 나무나 돌 등에 붙어 산다.

## 하위 종
- Vorticella campanula (가장 흔한 종.)
- Vorticella citrina
- Vorticella communis
- Vorticella convallaria
- Vorticella floridensis
- Vorticella limnetis
- Vorticella marina
- Vorticella microstoma
- Vorticella monilata
- Vorticella patellina
- Vorticella similis
- Vorticella smaragdina
- Vorticella sphaerica
- Vorticella striata
- Vorticella submicrostoma
- Vorticella ambastyetty ,